# Tom McTigue
Thomas „Tom” McTigue (ur. 21 maja 1959 w Spokane) – amerykański aktor telewizyjny i filmowy, komik.

## Wybrana filmografia
- 1989: Gliniarz i prokurator (Jake and the Fatman) jako Jeff
- 1990: Zagubiony w czasie (Quantum Leap) jako Calloway / Max Wushinski
- 1991: Beverly Hills, 90210 jako Jack
- 1991-1992: Słoneczny patrol (Baywatch) jako Harvey Miller
- 1992: Głowa Hermana (Herman’s Head) jako John Maxwell
- 1994: Hardball jako agent
- 1994: Roseanne jako lekarz
- 1995: The Adventures of Hyperman
- 1996: Anioł stróż (Lover’s Knot) jako Doug Meyers
- 2002: Ostry dyżur (ER)
- 2003: Siódme niebo jako ogrodnik
- 2011: Spadkobiercy (The Descendants) jako kuzyn Dave